# Michael Curtiz
Michael Curtiz (24 tháng 12 năm 1886 – 10 tháng 4 năm 1962) là một đạo diễn điện ảnh nổi tiếng.

## Tiểu sử và sự nghiệp
Michael Curtiz tên thật là Manó Kertész Kaminer, sinh ra trong một gia đình Hungary gốc Do Thái. Ông được đánh giá là đạo diễn hàng đầu của Warner Bros và là bậc thầy của nhiều thể loại điện ảnh mà không có đạo diễn của Hollywood nào có thể sánh kịp.

### Phim đã thực hiện
- Casablanca
- Các cuộc phiêu lưu của Robin Hood